# روجر هدسون
روجر هدسون (8 يونيو 1967 في المملكة المتحدة - ) (بالإنجليزية: Roger Hudson)‏ هو لاعب كريكت بريطاني. لعب مع نادي الكريكت في جامعة أكسفورد ‏.